# Dimmossa
Dimmossa (Brachydontium trichodes) är en bladmossart som beskrevs av Fürnrohr 1827. Enligt Catalogue of Life ingår Dimmossa i släktet dimmossor och familjen Seligeriaceae, men enligt Dyntaxa är tillhörigheten istället släktet dimmossor och familjen Seligeriaceae. Arten har ej påträffats i Sverige. Inga underarter finns listade i Catalogue of Life.